# 坂井政尚
坂井 政尚（さかい まさひさ）は、戦国時代の武将。織田信長の家臣。諱は政重（まさしげ）ともいう。

## 生涯
出生については諸説あり、『張州府志』『尾張志』などでは（尾張の）丹羽郡楽田村の人とあるが、『御湯殿上日記』の元亀元年1月3日の条には「みののさかいうこん（美濃の坂井右近）」とある。また、『武家事紀』や『太閤記』では、はじめ美濃斎藤氏に仕えていたが、織田信長に召し出されて転仕したとしており、谷口克広はこれを基に美濃出身説をとっている。
なお、『信長公記』に、清洲織田氏の家老・坂井大膳亮や織田家の奉行衆・坂井利貞など、多数登場する坂井氏を名乗る同姓の家臣は、同族であると思われるが、続柄などの関係性が不明なものが多い。
信長に仕えた時期は不明であるが、有力武将として登場するので早い時期だと思われる。
『信長公記』には「坂井右近」として登場するが、永禄11年（1568年）の信長の入京時に従軍して、9月28日に勝竜寺城の岩成友通を攻める時、柴田勝家、蜂屋頼隆、森可成と並ぶ武将として出てくるのが初見である。この勝竜寺城攻めでは、政尚は柴田らと共に50以上の首級を上げる手柄をたてたという。
上洛後は、この柴田・蜂屋・森・坂井の4人で、同年10月12日に洛中に禁制を下し、11月5日に伏見荘の名主・百姓に年貢・諸成物の納入について指示するなど連署していて、またはこれに佐久間信盛を加えた5人でも、京や堺、畿内において寺社の禁制や税の手配などの奉行としての活動が見られ、政務に活躍した。
永禄12年（1569年）8月26日、信長の伊勢攻略戦にも政尚は参陣し、大河内城攻めの際には、斎藤利治、蜂屋頼隆、中条家忠、磯野員昌ら6将と共に、北から攻める一手として布陣した。
元亀元年（1570年）4月、越前攻めに従軍。金ヶ崎退きの後、同年6月21日、信長は小谷城の浅井長政を攻めたが、この際に政尚は、森可成、斎藤利治、市橋長利、塚本小大膳、佐藤秀方、不破光治、丸毛長照と共に（小谷城の山麓の）雲雀山を攻め上り、町を焼き払った。
また、6月28日、この信長の小谷城攻めに対して朝倉義景が援軍を派遣し、姉川の戦いとなったが、政尚は織田勢の先鋒を務めた。しかしこの戦いで坂井隊は不覚を取って崩され、苦戦して嫡子・尚恒（久蔵）が討死した。
その雪辱として、9月16日からの志賀の陣に志願して臨んだが、この戦いは比叡山の包囲戦となり、極めて長期戦となった。その長期戦も終盤に差し掛かった11月25日になって堅田の猪飼昇貞が降伏したため、安藤右衛門佐・桑原平兵衛と共に堅田に進駐しようとしたところ、26日に比叡山に篭る前波景当ら朝倉軍の反撃を受けて孤立し、前波景当を返り討ちにするなど奮戦したが討死した。なお、『信長公記』では「一人当千の働き、高名比類なきところ」としている
政尚死後、次男・越中守（諱は不詳）が跡を継いだ。『信長公記』の元亀3年の交野城後巻きにでる「坂井右近」は池田本では「坂井右近子」となっており、越中守をさす。その越中守も本能寺の変において主君・織田信忠に殉じて討死した。